# Tosa-chō, Kōchi
Tosa (japanska: 土佐町?, Tosa-chō) är en landskommun (köping) i Kōchi prefektur i Japan. 